# کارل رابرت ادوارد فن هارتمان
کارل رابرت ادوارد فن هارتمان (به آلمانی: Karl Robert Eduard von Hartmann) (زاده ۲۳ فوریه ۱۸۴۲ - درگذشته ۵ ژوئن ۱۹۰۶) فیلسوف آلمانی بود.

## زندگینامه
فون هارتمن پسر ژنرال پروسی روبرت فون هارتمن در برلین به دنیا آمد و با این هدف که او حرفه نظامی را دنبال کند تحصیل کرد. در سال ۸۵۸ وارد هنگ توپخانه گارد ارتش پروس شد و در مدرسه توپخانه و مهندسی متحد رفت. او به درجه ستوان یکم رسید اما در سال ۱۸۶۵ به دلیل مشکل مزمن زانو از ارتش مرخصی گرفت. پس از مدتی تردید بین دنبال کردن موسیقی یا فلسفه، او تصمیم گرفت که دومی را حرفه خود کند و در سال ۱۸۶۷ دکترای خود را از دانشگاه روستوک دریافت کرد. در سال ۱۸۶۸ رسماً از ارتش استعفا داد. پس از موفقیت بزرگ اولین اثرش «فلسفه ناخودآگاه» (۱۸۶۹) - که انتشار آن منجر به درگیر شدن فون هارتمن در بحث بدبینی در آلمان شد - او کرسی های استادی را که توسط دانشگاه های لایپزیگ گوتینگن و برلین به او پیشنهاد شده بود، رد کرد.
او سپس به برلین بازگشت. او سال‌ها به‌عنوان یک پژوهشگر مستقل، دوران بازنشستگی را سپری کرد و بیشتر کارهایش را در حالی که در بستر بیماری درد می‌کشید٬ به انجام رسانید.
فون هارتمن در ۳ ژوئیه ۱۸۷۲ در شارلوتنبورگ با اگنس تابرت (۱۸۷۷-۱۸۴۴) ازدواج کرد. پس از مرگ او، در ۴ نوامبر ۱۸۷۸ در برمن با آلما لورنز (۱۹۳۱-۱۸۵۴) ازدواج کرد. حاصل این ازدواج شش فرزند بود.
او در سال ۱۹۰۶ در گروس-لیخترفلده درگذشت و در قبر افتخاری در گورستان کلمبیادام در برلین به خاک سپرده شد.

## اندیشه
او در اهمیت اراده و بدبینی نسبت به زندگی، تحت تأثیر شوپنهاوئر است. وی نیز مانند شوپنهاوئر اراده را منشأ شر و رنج و بدبختی می‌داند و معتقد است که سعادت تنها در نتیجه پیروزی عقل بر اراده و خواست حاصل می‌گردد. با این حال در فلسفه شوپنهاوئر اصلاحاتی به عمل آورد و آن را تکمیل کرد و کوشید آن را با نظام‌های متافیزیکی پیشین به‌خصوص هگل هماهنگ سازد.
وی پس از گرفتن درجه دکترا مشغول تألیف کتاب «فلسفه بیخود» گردید. در این کتاب هارتمان می‌گوید: «هم اراده و هم عقل و هم اساس تمام وجود هستی روی بیخود قرار دارد. یعنی جمیع موجودات زمین از غرائزی پیروی می‌کنند که قادرتر و ماهرتر از عقل است.» این قدرت اهریمنی را هارتمان «بیخود» می‌خواند و عقیده دارد منشأ کارهای بشر اعم از خوب یا بد از همین بیخود سرچشمه می‌گیرد.
به نظر هارتمان اگرچه گاهی این نیروی مرموز منشأ اعمال بزرگ می‌شود ولی غالباً مزاحم است؛ لذا به جاست به کمک عقل مهارش کنیم. حیوان از خودآگاهی بی‌بهره است و لذا نمی‌تواند بر این نیروی مرموز چیره شود ولی انسان که از قوه آگاهی برخوردار است از عهده این عمل برمی‌آید.
هارتمان تحت تأثیر افکار شلینگ، هگل و شوپنهاوئر قرار گرفته بود و می‌کوشید انتلکتوالیسم هگل را با و ولنتاریسم شوپنهاوئر آشتی بدهد و فلسفه خود را بر مبنای علمی استوار کند و فلسفه طبیعت شلینگ را به سلیقه خود توجیه کند.
در نظر او میکانیسم به عنوان توضیح و تفسیر جهان کافی نیست و باید با یک تصور ایدئالیستی توأم باشد. او هم مانند شوپنهاوئر اراده را منشأ بدبختی می‌داند و عقیده دارد مادام که عقل بر اراده پیروز نگردد، رستگاری خواب و خیالی بیش نخواهد بود. بشر فقط وقتی از شر زندگی راحت می‌شود، که همه مردم به این حقیقت پی ببرند که زندگی درد بی‌درمان است. فقط در این صورت تلاش دسته جمعی برای تحصیل نیستی به عمل خواهد آمد و «بیخود» مغلوب «عقل» خواهد شد.